# 曼恩地区迈松塞勒
曼恩地区迈松塞勒（法語：Maisoncelles-du-Maine，法語發音：[mɛzɔ̃sɛl dy mɛn]）是法国马耶讷省的一个市镇，属于拉瓦勒区。该市镇总面积15.83平方公里，2009年时的人口为500人。

## 人口
曼恩地区迈松塞勒人口变化图示